# Albrecht von Wallenstein

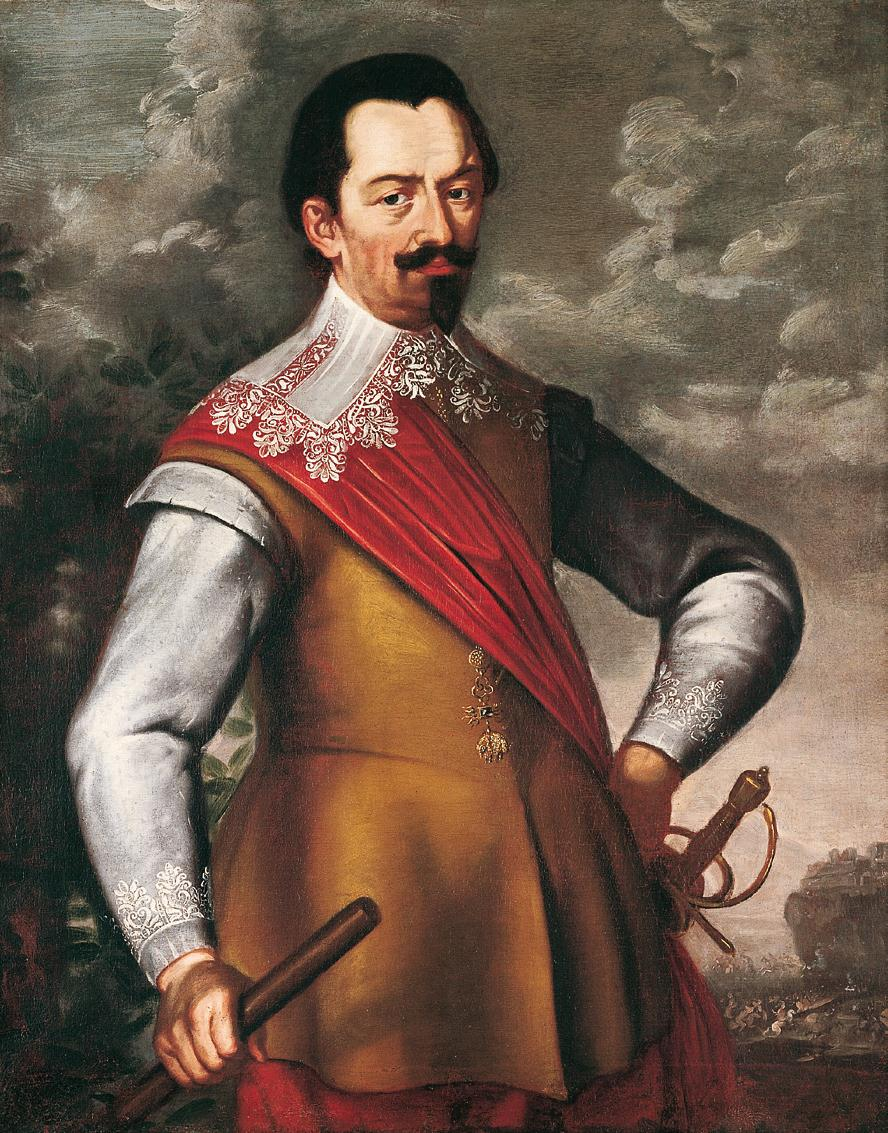
Albrecht von Wallenstein

Albrecht Wenzel Eusebius von Waldstein, Duce de Friedland și Mecklenburg, Prinț de Sagan, mai cunoscut sub numele de Wallenstein, (n. 24 septembrie 1583, Hermanitz pe Elba, Böhmen, azi (Boemia): Heřmanice nad Labem, Cehia; d. 25 februarie 1634 în Eger; ceh Albrecht z Valdštejna)  a fost Generalissimus imperial – împreună cu Tilly – în timpul Războiului de Treizeci de Ani. În multe manuscrise istorice este denumit simplu 'Friedländer'. A luptat împotriva românilor din Vlahia Moravă. Românii moravieni au fost aliații danezilor și suedezilor în războiul de 30 de ani și au avut centrul rezistenței la Vsetín în Vlahia Moravă.
Wallenstein a luptat de partea împăratului și a Ligii Catolice împotriva Uniunii Protestante, mai târziu a căzut în dizgrație fiind asasinat de un ofițer al împăratului Ferdinand al II-lea.
El a fost printre primii din timpul său care și-a finanțat cheltuielile de război nu prin plăți imperiale, ci prin așa numitele contribuții ce proveneau dintr-o cruntă șantajare a populației locale din regiunile ocupate, cu deviza "războiul hrănește războiul". El a murit ca unul din cei mai bogați oameni din Europa.

## Wallenstein în literatură
- Galeazzo Gualdo a scris prima biografie a lui Wallenstein în 1643.
- Friedrich Schiller i-a dedicat lui Wallenstein o dramă.